# Pull-Up (Videokonvertierung)
Der Sprachgebrauch zwischen den Begriffen Pull-up [pʊlˈʌp] und Pull-down ist nicht eindeutig geklärt. Die Konvertierung von Filmmaterial mit 24 oder 25 Vollbildern/Sekunde in für klassische Fernsehübertragung geeignete 50 oder 60 Halbbilder/Sekunde wird mitunter als 3:2-Pull-down oder als 2:3-Pull-up bezeichnet.
Mitunter wird das Ausgangsmaterial auch etwas beschleunigt oder verlangsamt, um auf die Zielanzahl Bilder zu kommen: Die Umwandlung von 24 Hz Vollbild in 25 Hz Vollbild (50 Hz Halbbild) durch um ca. 4 % schnelleres Abspielen bezeichnet man als PAL-Beschleunigung, der (seltene) umgekehrte Prozess als „PAL-Speeddown“.
Neben der Formatwandlung von Vollbild-Formaten in Halbbild-Formate (nicht-vielfacher Frequenz) gibt es auch Verfahren, die zusammengehörige (Pseudo-)Halbbilder wieder zu Vollbildern zusammensetzten, teilweise werden einfach doppelt übertragene Halbbilder verworfen (oder zur Rauschminderung verwendet). Diese Prozesse sind vor jeglicher Nachverarbeitung von Bildern auf der Darstellungsseite notwendig.
Verlustfrei geht ein Zusammensetzen nur, wenn das Ausgangsmaterial Vollbilder waren, die direkt in Halbbilder zerlegt (und ggf. wiederholt) wurden. Bei der auch häufig verwendeten Verblendtechnik, bei der Bilder gemischt werden, oder wenn das Halbbild-Material direkt als Halbbilder gefilmt wurde, müssen komplizierte Verfahren eingesetzt werden.